# Bolonais
Le bolonais ou bolognais (bulgnaiṡ) est une langue gallo-italique parlé dans la région de Bologne, en Italie.
C’est une variante dialectale de l'émilien (émilien-romagnol).
L'une des premières références au bolonais en tant que langue distincte a été faite par Dante Alighieri, dans son De vulgari eloquentia, écrit au début du XIVe siècle.
Ces derniers temps, le bolonais a connu une période de renaissance avec certains mots, tels que umarell, devenant populaire au-delà de ville de Bologne.